# 浜松市立三方原小学校
浜松市立三方原小学校（はままつしりつ みかたはらしょうがっこう）は、静岡県浜松市中央区三方原町にある公立小学校。

## 沿革
- 1873年（明治6年）7月 - 現在の三方原神社内に創立[1]。
- 1941年（昭和16年）4月 - 「三方原国民学校」に改称[1]。
- 1947年（昭和22年）4月 - 「三方原村小学校」に改称[1]。
- 1954年（昭和29年）4月 - 「浜松市立三方原小学校」に改称[1]。
- 1976年（昭和51年）11月11日 - 創立100周年記念祭（記念式典、記念音楽会、記念展覧会）挙行[1]。
- 1993年（平成5年）6月 - 創立120周年記念式典（記念式典、新プール落成式）挙行[1]。
- 2003年（平成15年）4月 - 創立130周年[1]。

## 通学区域
- 三方原町（百園・清水・保養園を除く）[2]

## アクセス
- 遠鉄バス奥山線・渋川線・引佐線 「三方原」停留所から、徒歩1分

## 関連事項
- 静岡県小学校一覧